# Сафронов, Никас Степанович
Николай (Ни́кас) Степа́нович Сафро́нов (род. 8 апреля 1956, Ульяновск, СССР) — советский и российский художник.
Наиболее известен благодаря серии психологических портретов известных личностей и политиков, включая Владимира Путина и ряда президентов бывших республик СССР.
Заслуженный художник Российской Федерации (2013) и народный художник Российской Федерации (2021), народный художник Республики Дагестан (2017). Действительный член Российской Академии художеств (2012). Профессор Ульяновского государственного университета.

## Биография

### Происхождение
Родился 8 апреля 1956 года в Конно-Подгородной слободе (с 1961 года в составе г. Ульяновска).
Отец — Степан Григорьевич Сафронов (24.07.1910 — 23.02.2006), из семьи потомственных православных священников, ведущей своё начало, согласно симбирским летописям, с 1668 года.
Мать — Анна Фёдоровна Сафронова (25.01.1915 — 03.05.1976), литовского происхождения, родом из литовского города Паневежис.
Четверо старших братьев: Александр, близнецы Владимир и Анатолий, Алексей и младшая сестра Татьяна.

### Образование и трудовая деятельность
По окончании восьмого класса Ульяновской средней школы № 24 поехал поступать в Одесское мореходное училище, где проучился один год.
В юности в течение 8 месяцев изучал иконопись в советском Загорске (сейчас Сергиев Посад).
С 1973 по 1975 год учился в Ростовском художественном училище имени М. Б. Грекова по классу живописи. Сразу училище не окончил, был призван в армию, окончил его позже в 1985 году. Одновременно с учёбой работал в Ростовском ТЮЗе художником-бутафором, подрабатывал сторожем, дворником и грузчиком.
В 1975 году призван в ряды Советской армии в ракетные войска. Служил в Эстонской ССР в городе Валга. После службы в армии уехал в Литовскую ССР в город Паневежис на родину матери, где некоторое время работал художником в театре Донатаса Баниониса и параллельно трудился на льнокомбинате художником по тканям.
Из Паневежиса переехал в Вильнюс, где с 1978 по 1982 годы учился в Государственном художественном институте Литовской ССР (ныне — Вильнюсская художественная академия) на факультете дизайна.
В 1983 году Никас Сафронов переехал в Москву, где изучал психологию в Московском государственном университете технологий и управления и окончил Московский художественный институт имени В. И. Сурикова по классу живописи.
В 1992—1994 годах являлся арт-директором, а с 2000 года — главным художником русского издания журнала Penthouse, консультантом и оформителем научного журнала «Аура-Зет», журналов «Дипломат» и «Мир звёзд», арт-директором журналов «Америка» и «МОНОЛИТ-дайджест», главным художником журнала «Москва и москвичи».
С конца 1980-х гг. начал работать за границей. Кроме России, регулярно живёт и работает в Италии и Великобритании.

## Творчество и выставки
Среди картин много портретов, но также много работ в других жанрах. Сафронов называет свой авторский стиль Dream Vision.
В апреле 2025 года Владимир Путин подарил президенту США Дональду Трампу его портрет, автором которого был Никас Сафронов.

## Награды и звания
- Народный художник Российской Федерации (2021) — за большие заслуги в области изобразительного искусства[5];
- Заслуженный художник Российской Федерации (2013) — за заслуги в области изобразительного искусства[3][4];
- Народный художник Республики Дагестан (2017)[6];
- Орден «Ключ дружбы» (2012, Кемеровская область) — за вклад в развитие искусства[16];
- Почётная грамота Московской городской Думы (2008) — за заслуги перед городским сообществом[17];
- Профессор Ульяновского государственного университета (УлГУ)[18];
- Академик Российской академии художеств (2012)[19];
- Почётный доктор Азербайджанского государственного университета культуры и искусств;
- Действительный член Российской академии естественных наук РАЕН;
- Почётный гражданин Ульяновска (1998)[9][20];
- Орден «Золотая звезда Азербайджана» (2006)[21];
- Премия имени Гейдара Алиева (2015, Всероссийский азербайджанский конгресс)[22];
- Лауреат поэтической премии Константина Кедрова  Президентского фонда культурных инициатив (2024) — за многолетнюю дружескую и творческую поддержку поэтов[23].

## Признание
- В 2008 году газета «Коммерсант» опубликовала «рейтинг российской элиты» на базе опросов ВЦИОМ и «Левада-центра». Россиянам задавали вопрос «Кого бы вы причислили к современной российской элите?» — в сводной таблице из 100 ответов Сафронов оказался 99-м и первым из художников[24].
- В 2017 году социолог Ольга Крыштановская публиковала исследование «Народная элита России», в нём Сафронов оказался под номером 22 в списке «Топ-100 людей с самым высоким индексом признания российского общества» и также первым из художников[25].
- В Ульяновске гимназия № 65 с углублённым изучением культурологии, куратором и опекуном которой является Никас Сафронов, носит его имя[20].

## Критика
В начале 2000-х годов в СМИ попала история о том, что Сафронов торгует раскрашенными фотографиями Владимира Путина и продал одну из них бывшему министру внутренних дел России Андрею Дунаеву. Согласно более поздним комментариям в прессе как Сафронова, так и Дунаева, данная история является следствием мошеннических действий некоего Александра Гайсина. Он на правах агента по недвижимости втёрся в доверие к Сафронову, завладел некоторыми его личными вещами и на этом основании стал называть себя его продюсером. При этом Гайсин также в целях дискредитации Сафронова распустил слух о том, что художник вышеописанным способом создал портрет государственного деятеля Владимира Шаманова. Шаманов это также опроверг в СМИ, а Сафронов подал на Гайсина заявление в милицию, и тот был задержан.
В 2011 году на аукционе Sotheby’s картина «Мечты об Италии» была продана за 106 000 долларов США, однако это единственный случай продажи за такую цену. После этого картины Сафронова выставлялись ещё четыре раза на разных аукционах, однако была продана только одна картина, «Портрет Ринго Старра», за $6 850 в декабре 2015 года. В 2014 году картины Сафронова дважды выставлялись на AI Аукционе, максимальные предложения достигали 60 000 руб, что было меньше резервной цены на картины.
В 2006 году в интервью газете «Труд» Сафронов заявил, что три его картины куплены Эрмитажем: «Мои работы есть в престижных музеях, в личных коллекциях Софи Лорен, Бельмондо… Эрмитаж в прошлом году купил три картины…». 17 октября 2008 года в передаче «Гордон Кихот» на «Первом канале» с участием Никаса Сафронова был процитирован ответ директора Государственного Эрмитажа Михаила Пиотровского на запрос, заявившего, что никаких картин Сафронова Эрмитаж не покупал. В ответ Сафронов заявил, что имелись в виду так называемые «бисквиты», слепленные из пластилина и потом вылитые в специальную форму. В той же передаче прозвучал ряд отрицательных оценок творчества Сафронова от известных искусствоведов: директора Московского дома фотографии Ольги Свибловой, заведующего отделом живописи второй половины XX века Государственной Третьяковской галереи Натальи Александровой и доцента Московского государственного академического художественного института имени В. И. Сурикова Ивана Лубенникова.

## Семья
- Первая жена — Драгана[29].
- Вторая жена — Франческа[29].
  - Стефано (род. 1992), сын от второго брака[29].
- Третья жена (незарегистрированный брак) — Мария[29].
- Внебрачные сыновья:
  - Дмитрий Цыбульский (род. 1985)[30].
  - Александр Филимоненко (род. 1989)[31][30].
  - Лука Сафронов-Затравкин (род. 1990)[29] — пианист[32].
  - Ландин Сороко (род. 1999)[29].

## Благотворительная деятельность
- Возведение часовни Святой Анны в селе Вышки Ульяновской области [33][34][35]
- Оказание благотворительной помощи в возведении православного храма Иоанна-Предтеченского прихода в г. Ульяновске[33][35]
- Установка Памятника Аркадию Пластову в г. Ульяновске[33]
- Является куратором и опекуном: средней общеобразовательной школы № 65 с углубленным изучением культурологи им. Никаса Сафронова в г. Ульяновске; гуманитарно-экономического лицея им. Никаса Сафронова в г. Димитровграде[33][35].

- Памятная доска на храме Святых Иоакима и Анны (Ульяновск).
- Храм Святых Иоакима и Анны (Ульяновск).
- Памятная доска на памятнике Аркадию Пластову (Ульяновск).
- Памятник Аркадию Пластову (Ульяновск).